# Central Nuit
Central Nuit est une série télévisée française en 43 épisodes de 52 minutes créée par Mathieu Fabiani, Olivier Marchal, Bernard Marié et Marc-Antoine Laurent et diffusée et rediffusée du 14 septembre 2001 au 25 juin 2010 sur France 2 puis sur NRJ 12  du 3 janvier 2009 au 21 décembre 2012, NRJ PARIS, et du 20 février 2010 au 29 juin 2013 sur Canal Jimmy.

## Synopsis
La vie quotidienne d'un commissariat de nuit dans lequel une brigade de police parisienne, traite à la fois le vol à l'étalage, les meurtres en série, cambriolages, trafics ou autres voies de faits…
Victor Franklin (interprété par Michel Creton) en est le commandant, se chargeant de tenir le « central » d'une poigne de fer mais également de diriger l'équipe dont les personnages principaux s'apprécient beaucoup et font preuve d'une belle solidarité dans les moments les plus durs.

## Distribution et personnages
- Michel Creton : Commandant Victor Franklin (saisons 1 à 7). Vieux de la vieille de la police, il se dit fier d'être un « nuiteux ». Dirigeant la brigade de nuit avec bienveillance, il est sévère et ferme mais juste et humain. Il est l'ennemi juré de Bragance, commissaire de l'IGS, qui veut à tout prix le casser.
- Clovis Cornillac : Capitaine Techouet, alias « Viking » (saisons 1 à 3). Il cache une grande sensibilité sous des dehors de grosse brute. Faute de pouvoir coincer Franklin, Bragance aura Viking. Il réapparaîtra furtivement, le temps de tuer, en légitime défense, l'ex de Blanche (S3E4) et aussi dans le final du dernier épisode de la série (saison 7).
- Yannick Soulier : Lieutenant Julien Leuwen (saisons 1 à 2). Jeune lieutenant, il s'en voudra longtemps de n'avoir pas su couvrir Viking lors d'un affrontement contre des preneurs d'otages. Ses multiples conquêtes féminines permettent parfois de donner un coup de main sérieux aux enquêtes (saison 1, épisode 2).
- Lucie Jeanne : Lieutenant Blanche Servet (saisons 1 à 7). Grande complice de Corboz et de Lulu, elle se démène pour élever seule son fils, ce qui n'est pas facile du tout.
- Antoine Coesens : Brigadier Chef Alain[1] Corboz (saisons 1 à 7). Le gardien de l'accueil. Toujours là pour les paris (généralement ratés) et les combines à 2 ronds, surtout en compagnie de ses grands complices Blanche et Lulu, c'est un cordon-bleu et aussi, à la grande surprise de Blanche, une sage-femme remarquable (S3E3). C'est aussi le syndicaliste du cru, entré à l'origine pour obtenir sa mutation au pays des cèpes à Bergerac, et toujours prompt à dénoncer avec ironie le manque de moyens de la police (S4E4).
- Luc Bernard : le commissaire Bragance (saisons 1 à 7), de l'IGS (les « bœufs-carottes »), se fait un plaisir de traquer tout ce qui pourrait ressembler à une bavure ou un manquement à la procédure, dans l'activité du Central nuit, il est la bête noire des policiers du Central, en particulier de Franklin. Il va cependant devenir plus sympathique à partir de la saison 5, d'abord quand le commandant Franklin et sa femme se font tirer dessus, puis lorsque le Central se retrouve pris dans une guerre des polices avec le ripoux Gimenez (fin de la saison 6 et saison 7).
- Élisa Servier : Martine Davrat (saisons 1 à 4). La substitut du procureur, assez à cheval sur le respect des procédures, elle sortira plus d'une fois Franklin et sa brigade des griffes de Bragance. Elle apprendra avec horreur que son propre fils de 15 ans est un trafiquant de drogue (S3E2).
- Virginie Peignien (saison 1 à 3) puis Josy Bernard (Saison 4 à 7) : Jeanne. Médecin, elle vit avec Franklin. On la voit rarement au cours des enquêtes de Franklin, mais presque toujours au lever du jour, quand Franklin vient la rejoindre après avoir quitté le commissariat
- Matthieu Rozé : Lieutenant Lucien Dangas, alias "Lulu" (à partir de la saison 3 jusqu'à la saison 7). Remplaçant de Julien, il débarque de la Haute-Savoie, mais s'habituera vite au climat des dures nuits parisiennes. Gaffeur mais sympa avec tout le monde, il a pourtant, paradoxalement, tendance à s'énerver assez vite, à perdre son contrôle dans les situations tendues et à avoir la main leste contre les suspects. Il est un peu le protégé de Franklin et est le grand complice de Blanche et de Corboz. Ses gaffes le mettront plusieurs fois dans des situations dangereuses dont Franklin ne le sortira que d'extrême justesse. Il connaîtra une fin plus que tragique, puisqu'il mourra des suites d'un incendie qu'il aura lui-même déclenché.
- Vanessa Demouy : Lieutenant Anne Dumont (à partir de la saison 3, épisode 5). Ex de Bragance, elle sera considérée comme une taupe par Blanche qui la haïra et la méprisera jusqu'à l'épisode Un beau flag (S4E6), au cours duquel elles se réconcilieront, tandis que Bragance continue ses attaques contre le Central comme jamais. Elle remplace Viking, ce que Blanche, au début, ne supporte pas, et a la détente facile.
- Franck Jolly : Lieutenant Vincent (à partir de la saison 7). Apparaît dans la dernière saison pour remplacer Anne, incarcérée à tort pour le meurtre de Clément Hénin, assassiné en réalité par Gimenez. Arrivant des RG, il connaissait Blanche pour avoir été son petit ami à l'école de police. D'après Blanche, il confond flic et justicier.

## Épisodes

### Première saison (2001)
1. Nuit de chien (1)
2. La Petite Fille dans le placard (2)
3. Accident diplomatique (3)
4. Parole de flic (4)
5. Nuit agitée (5)
6. Dernière cavale (6)

### Deuxième saison (2003)
1. Le gang des lâches (7)
2. Les Dessous des quartiers chics (8)
3. La Loi des affranchis (9)
4. Les Jeux du cirque (10)
5. Piège à flics (11)
6. Les Nouveaux Esclaves (12)

### Troisième saison (2004)
1. Vol à la poussette (13)
2. Récidive (14)
3. Violences illégitimes (15)
4. Les Fleurs de bitume (16)
5. Le Bruit des murmures (17)
6. Rien ne va plus (18)

### Quatrième saison (2006)
1. Dérapage (19)
2. La Loi de la cité (20)
3. Invités indésirables (21)
4. Ménage à trois (22)
5. Embûches de Noël (23)
6. Un beau Flag (24)

### Cinquième saison (2007)
1. Chaud bizness (25)
2. Sans mobile (26)
3. Fanny (27)
4. Une affaire d'honneur (28)
5. Feux rouges (29)
6. Embrouille (30)

### Sixième saison (2008)
1. Comme des sœurs (31)
2. Celui qui n'existe pas (32)
3. Quartier sensible (33)
4. Liaisons dangereuses (34)
5. Cauchemars (35)
6. À corps perdus (36)

### Septième saison (2009)
1. Histoire de famille (37)
2. Les nouveaux barbares (38)
3. Petits et grands voyous (39)
4. L'ange déchu (40)
5. Rêves brisés (41)
6. La dérive (42)
7. En toute innocence (épisode double) (43)